# O Cachorrinho Samba na Bahia
O Cachorrinho Samba na Bahia é o título do livro infantil da autora brasileira Maria José Dupré, publicado originalmente em 1957, relatando a visita que o personagem canino Samba faz ao estado da Bahia.
A obra, contendo passagens preconceituosas, não teve publicações posteriores. No trecho em que este visita o sítio de Canudos, célebre pelo massacre sofrido por camponeses seguidores do beato Antônio Conselheiro, Samba tem o ensinamento de que o pregador "era ignorante, não sabia nem interpretar a religião, fazia tudo à moda dele" e que os sertanejos eram "pessoas atrasadas, mal sabendo ler ou sem instrução alguma, acreditavam tudo que dizia o Conselheiro", numa vida de preguiça pois "viviam tocando viola de papo pro ar. Quando faltavam alimentos, saíam aí pelo sertão, roubavam bois, mantimentos, tudo o que podiam" e, depois, voltavam "com cara de inocentes e iam rezar na igreja".